# Апиче
А̀пиче (на италиански: Apice) е градче и община в Южна Италия, провинция Беневенто, регион Кампания. Разположено е на 245 m надморска височина. Населението на общината е 6245 души (към 2010 г.).